# 钦州县
钦州县，广西壮族自治区旧县名。1965年改钦州僮族自治县置，钦州县人民政府的所在地位於欽州鎮。曾經下轄二十一個公社以及欽州鎮。1983年撤销，改设钦州市。